# Radauanger

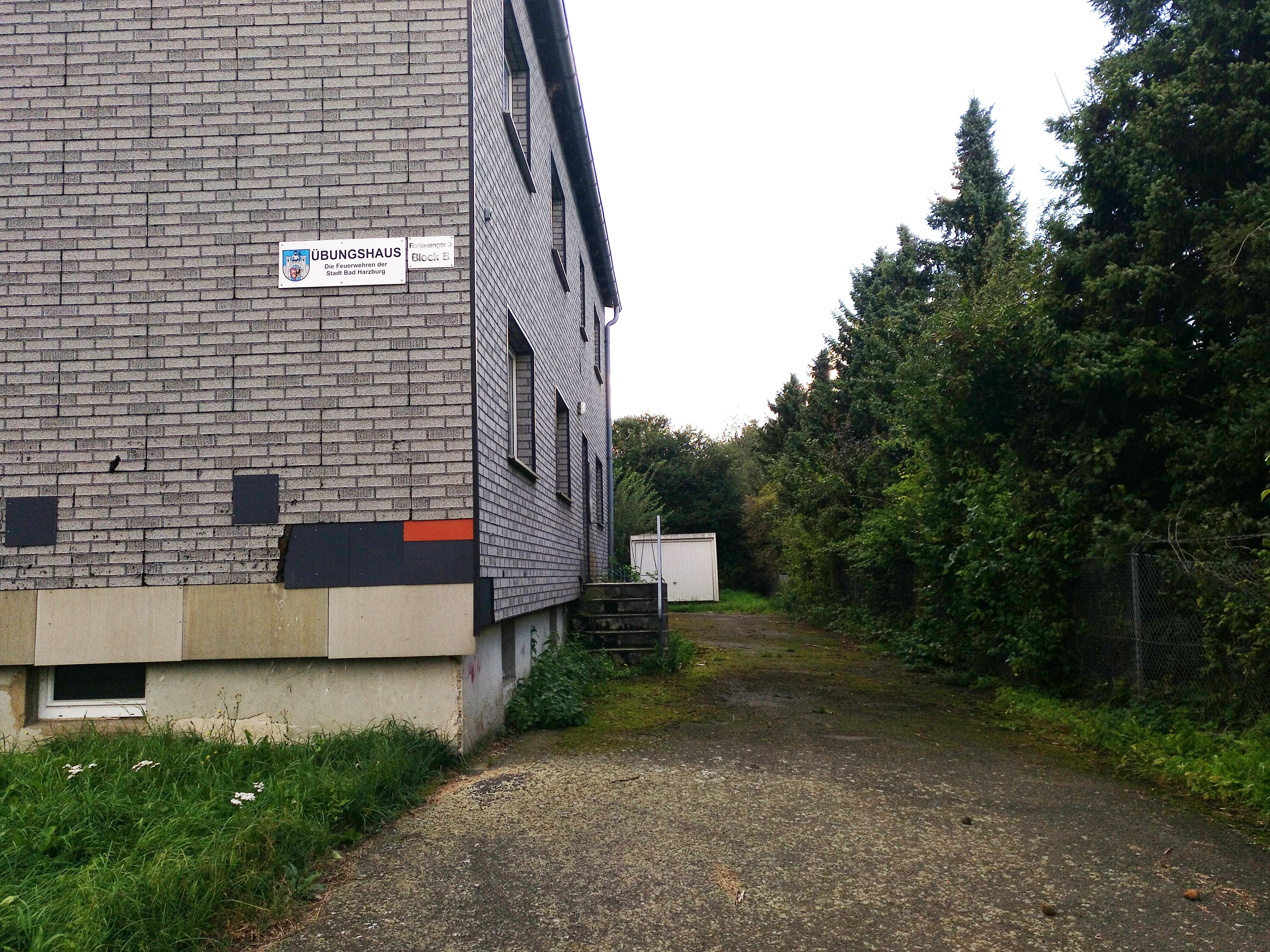
Übungshaus der städtischen Feuerwehren

Radauanger (der Radauanger) ist eine Siedlung auf dem Gebiet der Stadt Bad Harzburg, die zum Ortsteil Schlewecke gezählt wird.

## Geografie
Der Radauanger liegt im Schwarreckental, einer durch die östlich fließenden Radau gebildete Niederung östlich des Güdeckenbergs, der die Anlage geografisch vom westlich benachbarten Harlingerode abgrenzt. Direkt östlich begrenzen die Radau und die Bahnstrecke Bad Harzburg-Braunschweig sowie eine Solaranlage das Gebiet. Einige Meter nördlich führt die autobahnähnlich ausgebaute Bundesstraße 6 entlang, welche nach Osten zum Bad Harzburger Dreieck mit der Bundesautobahn 369 und der ebenfalls autobahnähnlichen Bundesstraße 4 führt.
Über die Gemeindestraße Radauanger ist die gleichnamige Siedlung an Schlewecke in Richtung Süden angebunden, in Richtung Norden führt die Straße zum Gewerbegebiet Bad Harzburg-Nord/Hackelkamp und der Abfahrt Bad Harzburg-Harlingerode.

### Nachbarorte
|                         | Vienenburg                                  | Bettingerode Gut Radau |
| Harlingerode            | Kompassrose, die auf Nachbargemeinden zeigt | Westerode              |
| Schlewecke Göttingerode | Mathildenhütte Bündheim                     | Bad Harzburg           |

## Geschichte
Der Name ist ein Kompositum aus dem Namen des Flusses Radau und dem Begriff Anger, der im Allgemeinen grasbewachsenes Land in Gemeinbesitz bezeichnet und somit die Deutung „Landgut an der Radau“ zulässt. Bereits im 19. Jahrhundert findet Radauanger als Flurname Verwendung, sodass eine Ableitung des Ortsnamens von diesem schlüssig ist. Wesentlich ältere Bezeichnungen für das Gebiet der Siedlung sind Wolfswiese und Pfingstanger, beides für das 18. Jahrhundert belegt.
Der zunehmende Kurtourismus in Bad Harzburg ließ ab 1899 den Wunsch aufkommen, in der Stadt eine Kanalisation anzulegen. Zu jener Zeit wurden die Abwässer in Klärgräben gesammelt und mit Pumpwagen abgeholt, was im Sommer für teils starke Geruchsbelästigungen sorgte und zu zunehmenden Beschwerden durch die Badegäste führte. 1901 wurde mit Projektionsarbeiten begonnen, in denen für die Kanalisation das natürliche Gefälle ausgenutzt werden soll und das Schwarreckental mit den Abwässern berieselt werden sollte. Der Kanalisationsbau wurde am 21. Oktober 1909 abgeschlossen, die Kläranlage galt damals als die modernste Deutschlands und wurde dafür auf der Dresdener Hygieneausstellung mit einer Goldmedaille ausgezeichnet.
Nach dem Zweiten Weltkrieg wurden südlich der Kläranlage Schlichthäuser errichtet. 1964 wird der Radauanger als Radau-Anger erwähnt.
1995 wurden auf dem Feld westlich von Radauanger im Rahmen des „Windkonzeptes Bad Harzburg“ drei Windkraftanlagen des Typs Enercon E-40 mit einer Gesamtnennleistung von 1,5 MW errichtet. Das Investitionsvolumen betrug ca. 1,5 Mio. DM, beteiligt an dieser Investition waren neben der Stadt Bad Harzburg und deren Stadtwerken auch einige dutzend Bürger.

## Ortsbild
Prägend für das Ortsbild ist die Kläranlage Bad Harzburg, die im Norden angesiedelt ist und den Großteil der Siedlungsfläche einnimmt. Neben der städtischen Kläranlage befindet sich zudem eine Reihe an als „Schlichthäuser“ bezeichnete Bauten, die sich in kommunalem Besitz befinden: Die beiden Nordgebäude werden von der Bad Harzburger Feuerwehr seit 2008 als Übungshaus benutzt, während die drei Südgebäude Verwendung als Notunterkunft für Obdachlose finden. Die übrigen Gebäude werden privat bewohnt.